# Biserica „Sfântul Gheorghe” din Geamăna
Biserica „Sf. Gheorghe” este o biserică amplasată în Geamăna, raionul Anenii Noi, Republica Moldova. Este un monument arhitectural de importanță națională inclus în Registrul monumentelor Republicii Moldova ocrotite de stat cu nr. 81 (raionul Anenii Noi). Datează din 1804.